# Hạ Hầu Mậu
Hạ Hầu Mậu (chữ Hán: 夏侯楙; bính âm: Xihou Mao), tự Tử Lâm, là một vị tướng lĩnh và quan chức của nhà Tào Ngụy trong thời kỳ Tam Quốc của lịch sử Trung Quốc. Hạ Hầu Mậu là con thứ hai của Hạ Hầu Đôn và sau này lấy con gái của Tào Tháo vì vậy được gọi là Hạ Hầu phò mã.
Trong tiểu thuyết Tam quốc diễn nghĩa, nhân vật Hạ Hầu Mậu được nhà văn mô tả là đã chỉ huy quân Ngụy tham gia cuộc chiến chống lại sự tấn công của quân Thục do Gia Cát Lượng chỉ huy.

## Thân thế
Hạ Hầu Mậu là con thứ của đại tướng Ngụy là Hạ Hầu Đôn, được phong là Liệt hầu. Khi trước, Tào Tháo đem con gái mình là Thanh Hà công chúa gả cho Hạ Hầu Mậu. Hạ Hầu Mậu từng trải các chức vụ Thị trung thượng thư, An Đông Trấn Tây tướng quân, được ban Giả tiết.
Hạ Hầu Mậu lúc còn nhỏ chơi thân với Tào Phi, nên khi Phi lên ngôi đã cho Hạ Hầu Mậu làm An Tây tướng quân, được cầm cờ tiết, nối chức Hạ Hầu Uyên làm Đô đốc Quan Trung. Năm 228 (năm Thái Hoà thứ hai) khi Ngụy Minh Đế Tào Duệ dẫn quân chống lại quân Thục Hán, Tào Duệ liền triệu gọi Mậu về triều, phong cho chức Thượng thư.
Khi Gia Cát Lượng tiến hành Bắc phạt lần thứ nhất, Ngụy Diên biết Hạ Hầu Mậu giữ ở Trường An liền xin cho chỉ huy một nhánh kỳ binh bao gồm 5.000 quân tinh nhuệ cộng với 5.000 quân vận tải, bí mật đi hướng Tý Ngọ tập kích vào Trường An, cho rằng chỉ 10 ngày có thể đến được thành. Diên cho rằng "Hạ Hầu Mậu còn ít tuổi, là con rể của chủ, hèn nhát mà vô mưu, vì vậy nếu thấy kỳ binh Thục bất ngờ tập kích tất gióng ngựa bơi thuyền bỏ chạy", và như vậy quân Thục Hán có thể dễ dàng chiếm được Trường An và vùng đất từ Hàm Dương về phía Tây. Tuy vậy Gia Cát Lượng không nghe theo vì cho rằng kế hoạch của Diên quá mạo hiểm.
Các nhà sử học như Dịch Trung Thiên và Trần Văn Đức đều cho rằng Gia Cát Lượng rất có lý khi từ chối kế của Ngụy Diên vì nó có quá nhiều rủi ro. Thứ nhất: Hạ Hầu Mậu chưa chắc sẽ hèn nhát bỏ chạy khỏi Trường An, mà dù Mậu bỏ chạy thật thì các thuộc tướng của Mậu vẫn có thể ở lại phòng thủ, quân của Diên chỉ có 1 vạn thì rất khó công phá được tường thành vững chắc của Trường An. Thứ hai: danh tướng Quách Hoài ở gần đó có thể sớm đến chi viện cho Mậu, trong khi quân Thục của Gia Cát Lượng sẽ phải vượt qua đường núi hiểm trở xa xôi, khó mà đến kịp để chi viện cho Diên. Thứ ba: việc hành quân gấp gáp theo đường Tý Ngọ hiểm trở sẽ khiến binh tướng hao tổn sức lực, lúc tới nơi thì số quân vừa ít ỏi vừa mỏi mệt của Ngụy Diên lại phải đối mặt với cả chục vạn quân Ngụy, nên rất dễ bị tiêu diệt hoàn toàn. Thứ 4: Việc giữ bí mật cuộc hành quân của 1 vạn quân qua lãnh thổ của địch là rất khó, đạo quân của Diên rất dễ bị lộ và quân Ngụy sẽ kịp đề phòng trước, nên không còn yếu tố bất ngờ nữa. Kế của Ngụy Diên nếu thành công sẽ mang lại thắng lợi lớn, nhưng tính rủi ro rất cao và tỷ lệ thành công rất thấp, nên không được Gia Cát Lượng chấp nhận.
Trên thực tế, ngay khi nghe tin Gia Cát Lượng tấn công, vua Ngụy là Tào Duệ đã nhanh chóng đích thân tới Trường An chỉ huy, thu lại binh quyền của Hạ Hầu Mậu và đưa Mậu về kinh. Diễn biến này cho thấy suy đoán của Ngụy Diên rằng "Hạ Hầu Mậu sẽ bỏ chạy, Trường An sẽ bị bỏ trống" là sai lầm. Nếu Gia Cát Lượng chấp thuận kế của Ngụy Diên thì hẳn là quân Thục Hán đã đại bại.
Hạ Hầu Mậu được coi là người không có vũ lược, nhưng khéo chơi bời. Thời Hạ Hầu Mậu ở Quan Trung, có nuôi rất nhiều ca kỹ nàng hầu, công chúa bởi thế bất hoà với Mậu. Hai anh em của Mậu là Hạ Hầu Tử Tang (夏侯子臧) và Hạ Hầu Tử Giang (夏侯子江) vì kiêu ngạo lộng quyền mà hay bị Mậu trách mắng cũng đem lòng oán hận Mậu. Vì vậy Tử Tang và Tử Giang bắt tay với công chúa hặc tội Mậu trước Tào Duệ. Duệ tức giận, hạ ngục Mậu định xử chém. Tuy nhiên có Đoạn Mặc (段默) cố sức can gián nên Tào Duệ quyết định tra xét kỹ lại, cuối cùng biết Mậu bị oan liền thả ra, phục chức Thượng thư lệnh.
Sau đó, Mậu lại được bổ nhiệm làm Trấn Đông Tướng quân (鎮東將軍). Không rõ Mậu mất năm nào.

## Trong Tam Quốc diễn nghĩa

### Thân thế
Trong tác phẩm Tam Quốc diễn nghĩa, Hạ Hầu Mậu được La Quán Trung miêu tả khá tiêu cực, theo đó Hạ Hầu Mậu được giới thiệu là con Hạ Hầu Uyên, có tính khí hấp mà bủn xỉn lắm. Từ thuở nhỏ làm con nuôi Hạ Hầu Đôn. Về sau Hạ Hầu Uyên bị Hoàng Trung giết mất nên Tào Tháo thương xót mới gả con gái là Thanh Hà công chúa cho Hạ Hầu Mậu làm phò mã. Bởi thế, trong triều ai cũng kính trọng. Tuy Mậu được giữ binh quyền, nhưng chưa hề ra trận bao giờ.
Vương Lãng cũng cho rằng: Hạ Hầu phò mã, chưa ra trận bao giờ, không nên giao cho việc lớn. Ngụy Diên thì cho rằng: Hạ Hầu Mậu là con nhà phú quý, ngu si không biết gì. Gia Cát Lượng thì so sánh Hạ Hầu Mậu như một con vịt trong khi Khương Duy là một con phượng hoàng. Hay như: Hạ Hầu Mậu là người trẻ tuổi, vô mưu chưa trải việc trận mạc bao giờ, thấy quân tình bối rối, không biết nghĩ thế nào. Tuy vậy, ông cũng được La Quán Trung tô vẽ với một ngoại hình khá bắt mắt như Hạ Hầu Mậu đội mũ chỏm vàng, cưỡi ngựa trắng, tay cầm thanh đao lớn, đứng dưới cửa cờ.

### Chiến trận
Khi Gia Cát Lượng xuất lĩnh hơn ba mươi vạn quân đóng ở Hán Trung, sai Triệu Vân, Đặng Chi làm tiên phong, kéo vào biên cảnh. Hạ Hầu Mậu nói: Cha tôi chết ở Hán Trung, thù sâu này còn chưa báo được. Nay quân Thục phạm vào cõi, tôi xin dẫn mãnh tướng bản bộ và xin bệ hạ cấp thêm cho quân Quan Tây để ra phá Thục, trên hết sức vì nước, dưới báo thù cho cha dẫu muôn chết cũng không ân hận gì nữa!.
Khi ấy thấy Hạ Hầu Mậu xin đi đánh, Tào Duệ bèn phong cho Mậu làm đại đô đốc, điều quân mã các xứ Quan Tây ra cự giặc. Hạ Hầu Mậu hùng hồn phát biểu:
Ta từ thuở nhỏ theo cha, luyện tập thao lược, tinh hiểu binh pháp, sao ngươi dám khinh ta ít tuổi? Nếu không bắt sống được Gia Cát Lượng, ta thề rằng không về trông thấy thiên tử nữa?
Sau đó, Hạ Hầu Mậu từ biệt Ngụy chủ, đi gấp đến Trường An, điều vát hai chục vạn quân mã các xứ Quan Tây để chống nhau với Khổng Minh. Hạ Hầu Mậu ở Trường An, tụ tập các đạo quân mã. Đại tướng ở Tây Lương là Hàn Đức, dẫn tám vạn quân Tây Khương ra mắt Hạ Hầu Mậu. Hạ Hầu Mậu trọng thưởng và cho làm tiên phong dẫn bốn con đến nghênh chiến. Kết cục Hàn Đức và con bị Triệu Vân đánh bại.
Hạ Hầu Mậu cũng có công lao khi nghe lời quân sư dụ Triệu Vân vào phục kích và vây khốn ông này. Tuy nhiên Triệu Vân sau đó đã được giải cứu. Sau này khi quân Thục dồn dập tấn công, liền dẫn hơn một trăm tướng giỏi, chạy trốn ra quận Nam An. Quân sĩ không có chủ tướng, cũng tan vỡ hết cả.Hạ Hầu Mậu trốn ra Nam An, thâu đêm đuổi theo. Mậu vào được thành, sai đóng chặt cửa lại, canh giữ cẩn thận.
Sau đó Khổng Minh đã dùng nhiều kế bắt sống Hạ Hầu Mậu, sau đó lại thả ông này để dùng mẹo thu phục danh tướng Khương Duy đồng thời phát triển lực lượng đoạt luôn ba quận của quân Ngụy. Hạ Hầu phò mã thua mất ba quận, chạy trốn ra Khương Trung.